# 코쿠렐시파카
코쿠렐시파카 (Propithecus coquereli)는 시파카속(Propithecus)에 속하는 중간 크기의 여우원숭이이다. 다른 여우원숭이들처럼, 마다가스카르섬이 원 서식지다.